# Rolf-Dieter Müller
Rolf-Dieter Müller (nascido em 9 de dezembro de 1948) é um historiador militar e cientista político alemão que atuou como Diretor Científico do Escritório de Pesquisa de História Militar das Forças Armadas Alemãs desde 1999. Rolf-Dieter Müller também é ex-professor de história militar na Universidade Humboldt.
Müller, em cooperação com o jornalista alemão Rudibert Kunz, é conhecido por ser o primeiro historiador a escrever sobre o uso de armas químicas na Guerra do Rife em um livro de 1990 intitulado Giftgas Gegen Abd El Krim: Deutschland, Spanien und der Gaskrieg in Spanisch-Marokko, 1922-1927.
Müller foi um dos principais pesquisadores do trabalho seminal Alemanha e a Segunda Guerra Mundial.

## Publicações selecionadas
Monografias
- Das Tor zur Weltmacht. Die Bedeutung der Sowjetunion für die deutsche Wirtschafts- und Rüstungspolitik zwischen den Weltkriegen (= Wehrwissenschaftliche Forschungen / Abteilung Militärgeschichtliche Studien. Bd. 32). Boldt, Boppardt am Rhein 1984, ISBN 3-7646-1850-7 (= zugl. Dissertation, Universität Mainz, 1980).
- com Gerd R. Ueberschär, Wolfram Wette: Wer zurückweicht wird erschossen! Kriegsalltag und Kriegsende in Südwestdeutschland 1944/45. Dreisam-Verlag, Freiburg im Breisgau 1985, ISBN 3-89125-219-6.
- com Gerd R. Ueberschär: Deutschland am Abgrund. Zusammenbruch und Untergang des Dritten Reiches 1945. Verlag des Südkurier, Konstanz 1986, ISBN 3-87799-073-8.
- com Gernot Erler, Ulrich Rose, Thomas Schnabel, Gerd R. Ueberschär, Wolfram Wette: Geschichtswende? Entsorgungsversuche zur deutschen Geschichte. Mit einem Vorwort von Walter Dirks, Dreisam-Verlag, Freiburg im Breisgau 1987, ISBN 3-89125-255-2.
- com Rudibert Kunz: Giftgas gegen Abd-el-Krim. Deutschland, Spanien und der Gaskrieg in Spanisch-Marokko 1922–1927 (= Einzelschriften zur Militärgeschichte. Bd. 34). Rombach, Freiburg im Breisgau 1990, ISBN 3-7930-0196-2.
- Hitlers Ostkrieg und die deutsche Siedlungspolitik. Die Zusammenarbeit von Wehrmacht, Wirtschaft und SS. Fischer-Taschenbuch-Verlag, Frankfurt am Main 1991, ISBN 3-596-10573-0.
- com Gerd R. Ueberschär: Kriegsende 1945. Die Zerstörung des Deutschen Reiches. Fischer-Taschenbuch-Verlag, Frankfurt am Main 1994, ISBN 3-596-10837-3.
- Albert Speer und die Rüstungspolitik im totalen Krieg. In: Das Deutsche Reich und der Zweite Weltkrieg. Bd. 5/2. Stuttgart 1999, S. 275–773 (engl. Ausgabe Oxford 2003).
- Der Manager der Kriegswirtschaft. Hans Kehrl. Ein Unternehmer in der Politik des Dritten Reiches (= Schriften der Bibliothek für Zeitgeschichte. N.F., Bd. 9). Klartext-Verlag, Essen 1999, ISBN 3-88474-685-5.
- com Gerd R. Ueberschär: Hitlers Krieg im Osten, 1941–1945. Ein Forschungsbericht. Erweiterte und vollständig überarbeitete Neuausgabe, Wissenschaftliche Buchgesellschaft, Darmstadt 2000, ISBN 3-534-14768-5.
- Der Bombenkrieg 1939–1945. Ch. Links, Berlim 2004, ISBN 3-86153-317-0.
- Der Zweite Weltkrieg, 1939–1945 (= Gebhardt. Handbuch der deutschen Geschichte. Bd. 21), 10., völlig neu bearbeitete Auflage, Klett-Cotta, Stuttgart 2004, ISBN 3-608-60021-3.
- Der letzte deutsche Krieg 1939–1945. Klett-Cotta, Stuttgart 2005, ISBN 3-608-94133-9.
- com Gerd R. Ueberschär: 1945. Das Ende des Krieges. Primus-Verlag, Darmstadt 2005, ISBN 3-89678-266-5.
- An der Seite der Wehrmacht. Hitlers ausländische Helfer beim „Kreuzzug gegen den Bolschewismus“, 1941–1945. Links, Berlim 2007, ISBN 3-86153-448-7.
- Militärgeschichte. Böhlau (UTB), Köln u. a. 2009, ISBN 978-3-8252-3224-5.
- Der Feind steht im Osten. Hitlers geheime Pläne für einen Krieg gegen die Sowjetunion im Jahre 1939. Links, Berlim 2011, ISBN 978-3-86153-617-8.
- Hitlers Wehrmacht 1935 bis 1945 (= Militärgeschichte kompakt. Bd. 4). Oldenbourg, München 2012, ISBN 978-3-486-71298-8.
- Der Zweite Weltkrieg (= Geschichte kompakt). WGB, Darmstadt 2015, ISBN 978-3-534-26646-3.
- Reinhard Gehlen. Geheimdienstchef im Hintergrund der Bonner Republik. Die Biografie. 2 Bände. Teil 1: 1902–1950. Teil 2: 1950–1979. Ch. Links, Berlim 2017, ISBN 978-3-86153-966-7 (Rezension bei H-Soz-Kult).

Editorias
- com Hans Günter Brauch: Chemische Kriegführung – chemische Abrüstung. Dokumente und Kommentare. Teil 1: Dokumente aus deutschen und amerikanischen Archiven (= Militärpolitik und Rüstungsbegrenzung. Bd. 1). Berlin-Verlag Spitz, Berlim 1985, ISBN 3-87061-265-7.
- Organisation und Mobilisierung des deutschen Machtbereichs (= Das Deutsche Reich und der Zweite Weltkrieg. Bd. 5, Teil 1: Kriegsverwaltung, Wirtschaft und personelle Ressourcen 1939–1941). Stuttgart 1988, Teil 2: Kriegsverwaltung, Wirtschaft und personelle Ressourcen 1942–1944/45. Stuttgart 1999. Zusammen com Bernhard R. Kroener u. Hans Umbreit.
- Die deutsche Wirtschaftspolitik in den besetzten sowjetischen Gebieten 1941–1943. Der Abschlussbericht des Wirtschaftsstabes Ost und Aufzeichnungen eines Angehörigen des Wirtschaftskommandos Kiew (= Deutsche Geschichtsquellen des 19. und 20. Jahrhunderts. Bd. 57). Boldt, Boppard am Rhein 1991, ISBN 3-7646-1905-8.
- com Hans-Erich Volkmann: Die Wehrmacht. Mythos und Realität. Im Auftrag des Militärgeschichtlichen Forschungsamtes, Oldenbourg, München 1999, ISBN 3-486-56383-1.
- Der Zusammenbruch des Deutschen Reiches 1945 (= Das Deutsche Reich und der Zweite Weltkrieg. Bd. 10). Im Auftrag des Militärgeschichtlichen Forschungsamtes, 2 Halbbände, DVA, München 2008, ISBN 978-3-421-06237-6 / ISBN 978-3-421-04338-2.
- com Ulrich Herrmann: Junge Soldaten im Zweiten Weltkrieg. Kriegserfahrungen als Lebenserfahrungen (= Materialien zur historischen Jugendforschung). Juventa-Verlag, Weinheim u. a. 2010, ISBN 978-3-7799-1138-8.
- com Nicole Schönherr, Thomas Widera: Die Zerstörung Dresdens 13. bis 15. Februar 1945. Gutachten und Ergebnisse der Dresdner Historikerkommission zur Ermittlung der Opferzahlen (= Berichte und Studien des Hannah-Arendt-Instituts für Totalitarismusforschung. Nr. 58). V & R Unipress, Göttingen 2010, ISBN 978-3-89971-773-0.
- com Jost Dülffer, Klaus-Dietmar Henke, Wolfgang Krieger: Veröffentlichungen der Unabhängigen Historikerkommission zur Erforschung der Geschichte des Bundesnachrichtendienstes 1945–1968. 11 Bände. Ch. Links Verlag, Berlim 2016–2019.